# لويس بيكون (موسيقي)
لويس بيكون (بالإنجليزية: Louis Bacon)‏ هو مغني وموسيقي أمريكي، ولد في 1 نوفمبر 1904 في لويفيل في الولايات المتحدة، وتوفي في 8 ديسمبر 1967 في نيويورك في الولايات المتحدة.

## وصلات خارجية
- لويس بيكون على موقع ميوزك برينز (الإنجليزية)
- لويس بيكون على موقع ديسكوغز (الإنجليزية)